# ツブ

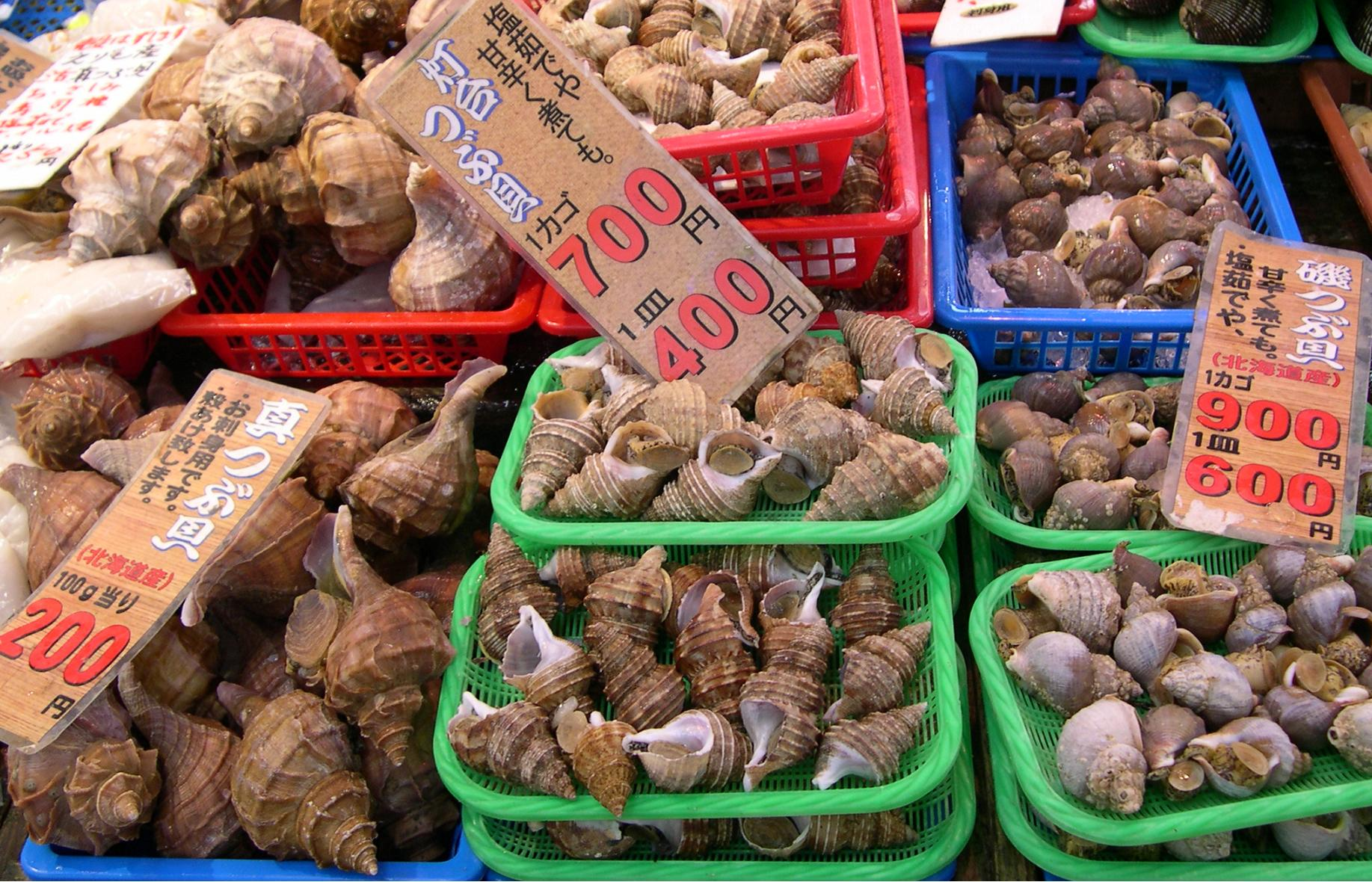
店頭で売られる「つぶ貝」：左の「真つぶ貝」はエゾボラ、中央の「灯台つぶ貝」はヒモマキバイ類、右の「磯つぶ貝」はエゾバイ。

ツブ（螺、小螺）は巻貝の古名であり、現代では中型の食用巻貝を指すマーケットネームである。さまざまな定義があるが、狭義ではエゾバイ科のエゾボラ属及びエゾバイ属に属する巻貝の総称であり、広義にはフジツガイ科のアヤボラなどを含めることもある。このように特定の種や分類群を指すわけではなく、「ツブ」や「ツブガイ」という標準和名の貝もない。ツブ貝、つぶ貝とも言い（重言）、古名としてはツビ、ツミなどがある。
なお最広義にはさらに広く、北海道では「ツブ漁業」という場合にはアワビやサザエを除く巻貝漁業の総称をいう。淡水産のタニシも「田ツブ」ということがある。

## 概要
一般にツブと称されている貝類の大部分はエゾバイ科の貝で、その中でもエゾボラ属 Neptunea やエゾバイ属 Buccinum など中型－大型の寒流系の種が多い。それらは単にツブ貝と呼ばれることも多いが、エゾボラは「マツブ（真つぶ）」、細長くて螺状の筋が明瞭な貝（シライトマキバイ、オオカラフトバイ、ヒモマキバイ、クビレバイなど）はその形から「灯台ツブ」、ヒメエゾボラやエゾバイ、コエゾバイなど沿岸の浅瀬で採れるものは「磯ツブ」などと適宜言い分けられることもある。また、別属のモスソガイなども、殻から大きくはみ出す肉の様子から「ベロツブ」「アワビツブ」と呼ばれることがあり、更には系統的にエゾバイ科とやや遠いフジツガイ科のアヤボラも、殻型が似ていて表面に毛が多いことから「毛ツブ」の名で売られたり、"つぶ貝の缶詰"の材料に用いられたりする。その一方で、"灯台ツブ"と同属のエッチュウバイやオオエッチュウバイなどはツブではなく「バイ貝」や「白バイ」などの名で販売されていることも多いため、実物を見なければ「ツブ」や「バイ」と呼ばれる貝の実体を知るのは難しい。逆に、標準和名バイと呼ばれる巻貝は、「つぶ」や「海つぼ」という地方名で呼ばれる。

## 「ツブ」という語
「ツブ」という語は、容れ物状の巻貝の貝殻を壺に喩えたもので、「つぼ（壺）」と同源であるとされる。粒立った形をしていることからともされ、「粒」に由来を求めることもある。「つぶら（円ら）」とも同源であると言われる。古名は「つび（螺）」であり、女陰を指す「つび（𡱖）」から巻貝の「つび」が転じたとも、巻貝の「つび」から女陰の「つび」が転じたともされ、「つぶ（粒）」と「つび（海螺）」と「つび（𡱖）」が同根という説明もある。「つび（螺）」はハマグリの古名ともされる。同じく巻貝を指す「ツブリ」や「ツボ」も同源であると考えられている。
「ツブリ」は標準和名としては1804年–1829年の『六百介品』に見えるサツマツブリ Haustellum haustellum（アッキガイ科）が最も古く、それに因み1914年にトサツブリ Haustellum hirasei が、1946年にキイツブリ Haustellum kiiensis などが名付けられている。カタツムリを「まいまいつぶろ」というように、これらは巻貝を表す土俗的な名称である。やや縦長や紡錘型の貝を指すことが多い。このことから、おそらくは「ツム（紡）」とも類縁のある語で、紡いだ糸が巻き取られて膨らんだ様子と殻の巻き型が似ていることも関係しているのかも知れない。ただ、カタツブリ（＝カタツムリ）とも言うように、長くなくとも単に巻いて丸く膨らんだ貝もツブリやツムリの範疇にあり、人の頭を「おつむり（＝おつむ）」と呼ぶのも、丸くてつむじが巻いているからである。タニシ類も黒く丸い外見から、食べると目に良いなどとの俗説を生んだが、このことから、丸いことを言う「ツブラ（円）」との類縁も推定される。
一方「ツボ（小螺）」という語は、現在はリソツボ・チャツボなどのように、微小な貝の標準和名にしばしば使われている。1913年には矢倉和三郎によりシマハマツボが、黒田徳米によっては1933年にウキツボが、1946年にチャツボが名付けられている。これは小さい粒の連想からともされる。壺を作る際、粘土を紐状にしたものを巻いてとぐろを重ねるように形成する方法があるが、これと貝の巻き方に共通性を認めたためではないかとの説がある。つまりは長いものなどがぐるぐる巻かれて丸く膨らんだ"つぶら"な形状が、ツブ、ツブリ（ツムリ）、ツボ、ツビ、ツミなどに共通していると言える。
ツブと同じ「螺」の字を用いて、「ニシ」と訓ずることもあり、こちらも巻貝の総称を指す。特に巻貝の一種、アカニシを指すこともある。ニシには「辛螺」の表記もあり、イボニシなどのアッキガイ科は辛い。タニシやナガニシ、テングニシなど幅広い種の和名に用いられる。

## 調理法

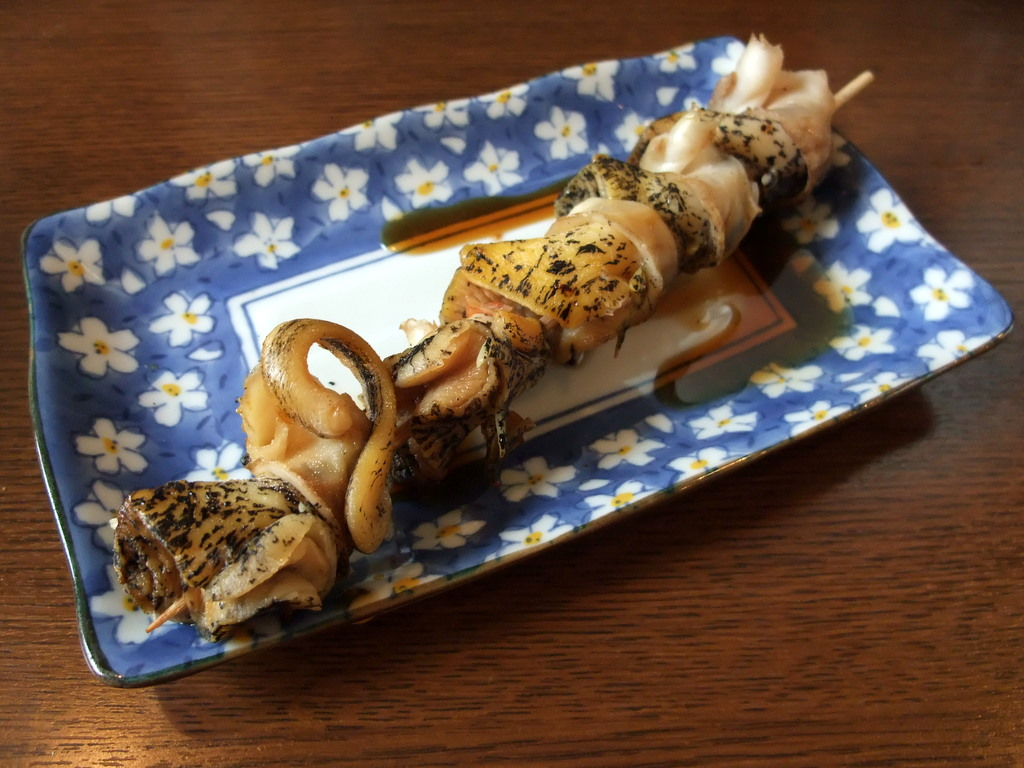
つぶ貝の串焼き

肉はアワビやサザエに比べるとずっと柔らかいものの適度な歯応えがあり、ほのかな旨みと甘みのあるやや淡白な味のものが多く、様々な料理に使うことができる。本場とも言える北海道での代表的な調理法の一つは「焼き螺（やきつぶ）」で、中身を引き出して内臓を除き、エゾバイ科のものであれば唾液腺を取り除いてから貝殻に戻し、網の上で焼きながら醤油など調味料を垂らし食べるものであるが、その香ばしい匂いで客を誘うツブ焼き屋台などは当地の風物の一つである。そのほか串焼き・付け焼き・ぬた・塩茹で・和え物（あるいはサラダ）や、寒い時期にはおでんなども旨い。刺身や寿司などにもよく使われ、回転寿司などに用いられるのは冷凍の剥き身で輸入されたヨーロッパエゾバイなどが多い。エゾバイ属 Buccinum の種は比較的肉が柔らかく刺身や寿司ネタで美味、エゾボラ属 Neptunea の種はやや歯応えがある。
エゾバイ科のものは唾液腺（北海道では「アブラ」と呼ぶことがある）に毒（テトラミン）を含むため、唾液腺を除かないまま多量に食べると中毒してしまう。道内のスーパーマーケットの鮮魚コーナーでは「ツブのアブラ（唾液腺）の取り方」が写真付きで掲示されているところもある。命に関わることはまずないが、交感神経刺激と運動神経末梢麻痺、たとえば酒に酔ったような症状、視力低下、散瞳、頻脈等を起こすので注意が必要である。北海道の漁師町ではこのような状態を「アブラ酔い」「アブラにあたる」などと言う。 テトラミンは熱に強く、水溶性。調理しても毒性は弱まらず、他の可食部や煮汁にも移行する。
- 唾液腺にテトラミンを持つ肉食性巻貝、

エゾバイ科エゾボラ属 Neptunea の大型なエゾボラ N. polycostata、中型のエゾボラモトキN. intersculpta、チヂミエゾボラ N. constricta、クリイロエゾボラ N. lamellosa 小型なヒメエゾボラ N. arthritica
映画『武士の一分』では、毒味役の三村新之丞（木村拓哉）が失明するが、これはツブ貝の毒にあたったことになっている。
また細菌またはウイルス性の食中毒、特にA型肝炎防止の観点から持ち帰り用寿司を発売している寿司屋では夏場の持ち帰りでのツブ貝の発売を自粛し、寿司セットに含まれている場合はネタの差し替えを行っていることがある。

## 主な種類
「ツブ」と呼ばる貝が多岐にわたるのは上述のとおりである。そのうえ「ツブ」の主要メンバーであるエゾバイ科の中型 －大型の寒流系種には数多くの種類があり、かつ分類が不確定な部分も少なからずあるため、それらを全て挙げるのは不可能に近い。以下は市場でよく見られる種類を例として挙げたものだが、実際にはより多くの種類が「ツブ」や「つぶ貝」の名で、あるいはまた各種末尾の（ ）内に示した名などで呼ばれる。また「ツブ」や「バイ」の部分は平仮名で「つぶ」「ばい」と表記されることも多い。
フジツガイ科
- アヤボラ Fusitriton oregonensis (Redfield, 1848) （毛ツブ）

エゾバイ科
- カガバイ Buccinum bayani Jousseaume, 1883（バイ貝・白バイ）
- ヒモマキバイBuccinum inclytum Pilsbry, 1904 (灯台ツブ）
- シライトマキバイ Buccinum isaotakii (Kira, 1959) (灯台ツブ）
- スルガバイ Buccinum leucostoma Lischke, 1872（ツブ）
- エゾバイ Buccinum middendorffi Verkruzen, 1882（磯ツブ）
- クビレバイ Buccinum opisthoplectum Dall, 1907（灯台ツブ）
- アキタバイ Buccinum senshumaruae Kosuge et Ishiyama, 1971（バイ貝、白バイ）
- エッチュウバイ Buccinum striatissimum Sowerby GBIII, 1899 （バイ貝・白バイ）
- オオエッチュウバイ Buccinum tenuissimum Sowerby GBIII, 1933（バイ貝・白バイ）
- ツバイ Buccinum tsubai Kuroda in Teramachi, 1933（バイ貝・津バイ・ケツグロ）
- ヨーロッパエゾバイ Buccinum undatum Linnaeus, 1758 （ツブ・白バイ）
- オオカラフトバイ Buccinum verkruzeni Kobelt, 1883 (灯台ツブ）
- モロハバイ Clinopegma unicum (Pilsbry, 1905)
- ネジボラ Japelion pericochlion (Schrenck, 1862)（タケノコツブ）
- ヒメエゾボラ Neptunea arthritica (Bernardi, 1857)（磯ツブ・青ツブ）
- チヂミエゾボラ Neptunea constricta (Dall, 1907)（ツブ）
- アツエゾボラ Neptunea heros (Gray[22], 1850)（ツブ）
- エゾボラモドキ Neptunea intersculpta Sowerby, 1899（ツブ）
- ヒメエゾボラモドキ Neptunea kuroshio Oyama in Kira,1959 （ツブ）
- クリイロエゾボラ Neptunea lamellosa Golikov, 1962（ツブ）
- エゾボラ Neptunea polycostata Scarlato, 1952（真ツブ） - ツブの中で最も高級な種。大きな物は高価。
- カラフトエゾボラ Neptunea eulimata Dallv1907（シオツブ）
- ウネエゾボラ Neptunea lyrata (Martyn, 1784) （銀ツブ）
- モスソガイ Volutharpa ampullacea perryi Jay, 1855（ベロツブ・アワビツブ）

バイ科
- バイ Babylonia japonica (Reeve, 1842) （ツブ[8]・ツボ・海ツボ[8]・バイ貝・黒バイ・本バイ・アズキバイ・イシバイなど）